# Dexter (Nuevo México)
Dexter es un pueblo ubicado en el condado de Chaves en el estado estadounidense de Nuevo México. En el Censo de 2010 tenía una población de 1266 habitantes y una densidad poblacional de 604,96 personas por km².

## Geografía
Dexter se encuentra ubicado en las coordenadas 33°11′41″N 104°22′8″O / 33.19472, -104.36889. Según la Oficina del Censo de los Estados Unidos, Dexter tiene una superficie total de 2.09 km², de la cual 1.93 km² corresponden a tierra firme y (7.92%) 0.17 km² es agua.

## Demografía
Según el censo de 2010, había 1266 personas residiendo en Dexter. La densidad de población era de 604,96 hab./km². De los 1266 habitantes, Dexter estaba compuesto por el 57.98% blancos, el 0.39% eran afroamericanos, el 1.42% eran amerindios, el 0% eran asiáticos, el 0% eran isleños del Pacífico, el 36.49% eran de otras razas y el 3.71% pertenecían a dos o más razas. Del total de la población el 75.91% eran hispanos o latinos de cualquier raza.